# Église Notre-Dame-de-l'Assomption de La Salle
L'église Notre-Dame-de-l'Assomption est une église située en France sur la commune de La Salle, en Haut-Mâconnais, dans le département de Saône-et-Loire en région Bourgogne-Franche-Comté.

## Description
L'église présente une nef unique, un chœur à travée droite et abside semi-circulaire inscrits dans un carré. 
La façade est simple, avec une porte surmontée d’un fronton triangulaire, et oculus surmontant une corniche horizontale.

## Historique
L’église a été bâtie en 1820, d'après des plans dressés en 1816 par l’architecte départemental Vaillant, en pierres roses de La Salle. Antérieurement à cette construction, dès la fin du XIIe siècle, la paroisse de La Salle disposait d’une chapelle (placée sous le vocable de l'Assomption), située à proximité du château. Cette chapelle, partiellement conservée, fait de nos jours partie d'un bâtiment agricole.
Dès 1861, il fut envisagé de remplacer la massive charpente qui écrasait la nef. En 1900, des contreforts furent construits (sur les plans de l'architecte A. Pinchard de 1896) pour consolider le clocher.

## Mobilier
L'église abrite notamment piétà en bois polychrome (don de la famille Cropet) datant du XVe siècle. Celle-ci a été restaurée par les Beaux-Arts à Paris. Scellée sur son socle à l'intérieur de l’église, elle a été classée à l’inventaire des Monuments historiques par arrêté du ministre des Affaires culturelles daté du 15 décembre 1971.
Dans la foulée de la réfection  des  façades  de l'église, un projet visant à restaurer les vitraux a abouti en début d'année 2013. Une fois déposés, ceux-ci ont été restaurés par l'atelier Vitrail Saint-Georges de Lyon.

## Culte
Édifice consacré du diocèse d'Autun relevant de la paroisse Notre-Dame-des-Coteaux en Mâconnais (siège à Lugny) – qui en est affectataire au titre de la loi de 1905 –, l'église de La Salle est, un siècle et demi après sa construction, un lieu de culte catholique.